# LET LF-109
LET LF-109 Pionyr是一款由捷克萊特库诺维采所生產的雙座位滑翔訓練機，於1950年3月首飛，機身由織物覆蓋鋼管所組成，設計簡單而耐用，有良好的飛行特性，約生產了470架。

## 性能
基本信息
- 机组：1

性能